# Garça-branca-grande
Garça-branca-grande (Ardea alba), também conhecida apenas como garça-branca, ou garça-real, é uma ave da ordem Pelecaniformes. É uma garça de vasta distribuição e pode ser encontrada em todo o mundo, exceto Antártica.

## Etimologia
O nome científico vem do latim ardea, "garça", e alba, "branco".

## Subespécies
Quatro subespécies são encontradas em várias partes do mundo, que diferem pouco.  As diferenças entre elas incluem a coloração das partes nuas na época de reprodução e o tamanho. A menor subespécie, A. a. modesta, é da Ásia e da Australásia e alguns taxonomistas a consideram uma espécie distinta, a garça-real-oriental (Ardea modesta), mas a maioria dos cientistas a trata como uma subespécie.
- A. a. alba Linnaeus, 1758 – subespécie nominal, encontrada na Europa e em todo o Paleártico
- A. a. egretta Gmelin, JF, 1789 – encontrada nas Américas
- A. a. melanorhynchos Wagler, 1827 – encontrada na África
- A. a. modesta Gray, JE, 1831 – garça-real-oriental, encontrada na Índia, sudeste da Ásia, leste da Ásia e Oceania

## Sinónimos
- Egretta alba
- Casmerodius alba
- Ardea albus

## Aparência

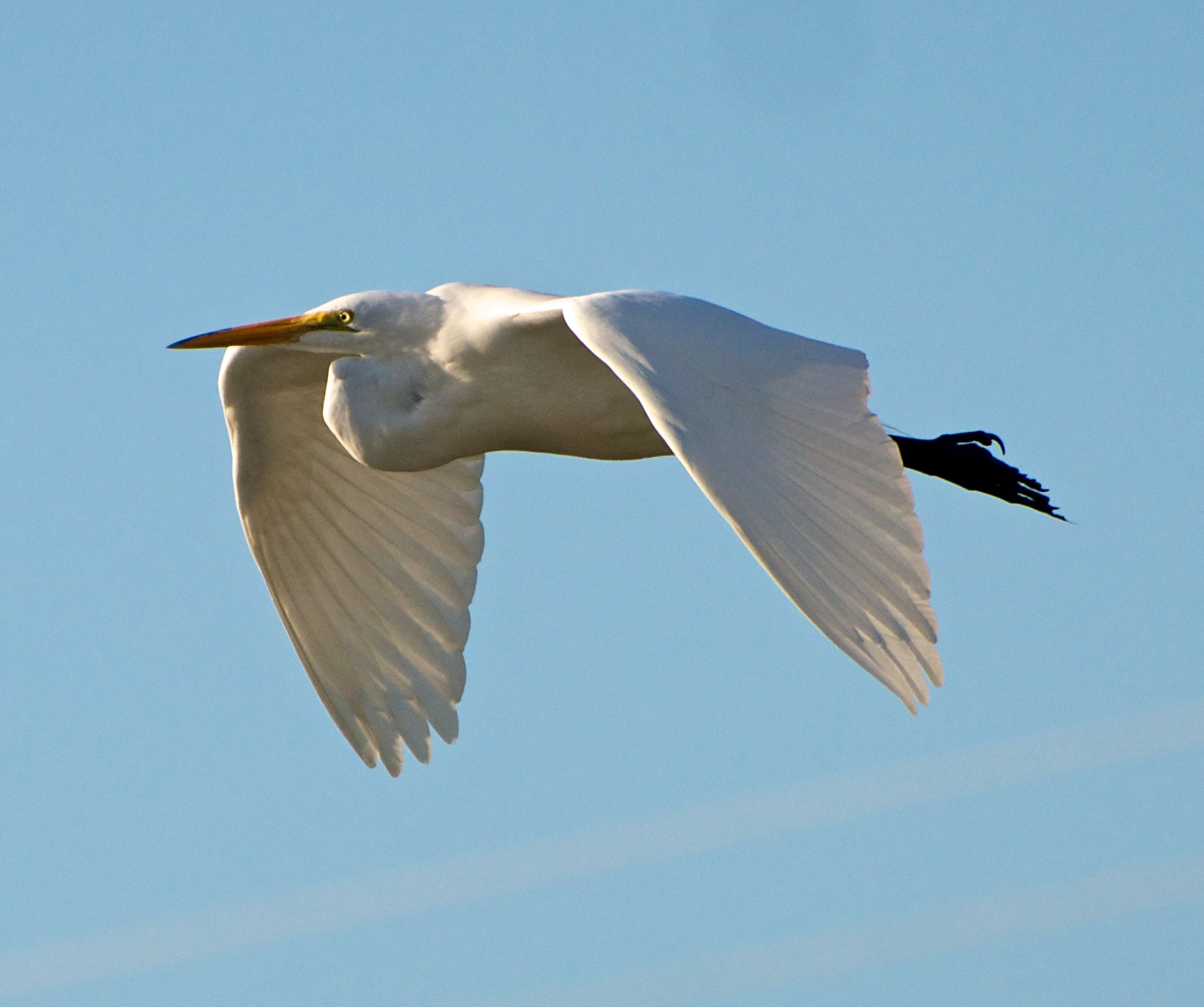
Adulto em voo (Califórnia, EUA)

Trata-se de uma ave de plumagem completamente branca, com bico longo e amarelado e as pernas e dedos negros. Apresenta enormes egretas no período reprodutivo. A íris é amarela.

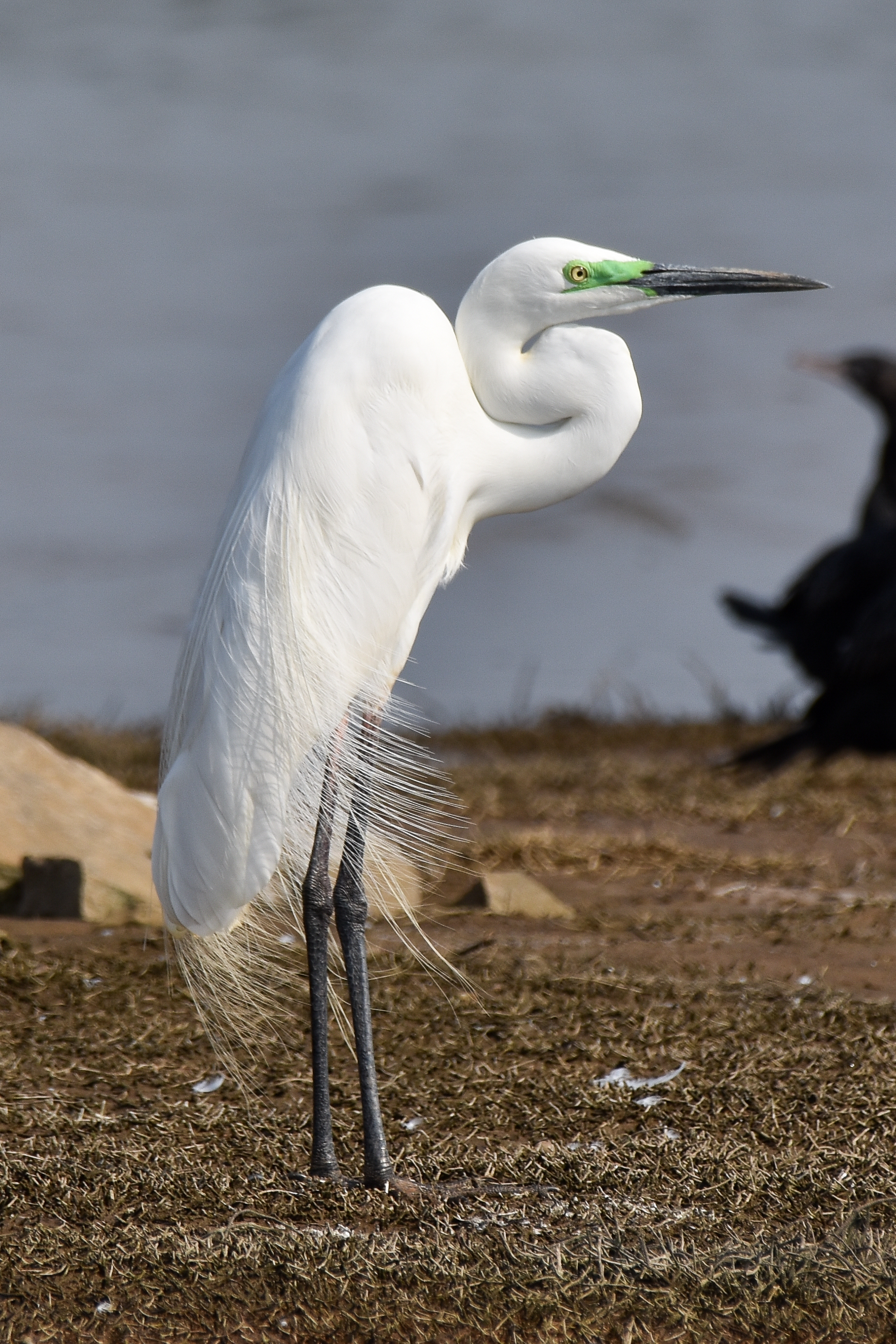
Plumagem de reprodução (Karnataka, Índia)

Quando em pé, tem em média 90 centímetros de altura, podendo medir 80 a 104 centímetros de comprimento e uma envergadura de 131 a 170 centímetros. A massa corporal pode variar de 700 gramas a 1 quilo e meio, com média em torno de 1 quilo.  É, portanto, apenas ligeiramente menor do que a garça-azul-grande (Ardea herodias) ou a garça-real-europeia (A. cinerea). Além do tamanho, a garça grande pode ser distinguida de outras garças brancas por seu bico amarelo e pernas e pés pretos, embora o bico possa ficar mais escuro e as pernas mais claras na época de reprodução. Na plumagem reprodutiva, delicadas penas ornamentais são carregadas no dorso. Machos e fêmeas são idênticos na aparência; juvenis parecem adultos não reprodutores. Diferencia-se da garça intermediária (A. intermedia) pelo bico, que no caso da garça-branca-grande se estende bem além da parte posterior do olho, mas termina logo atrás do olho no caso da garça intermediária.

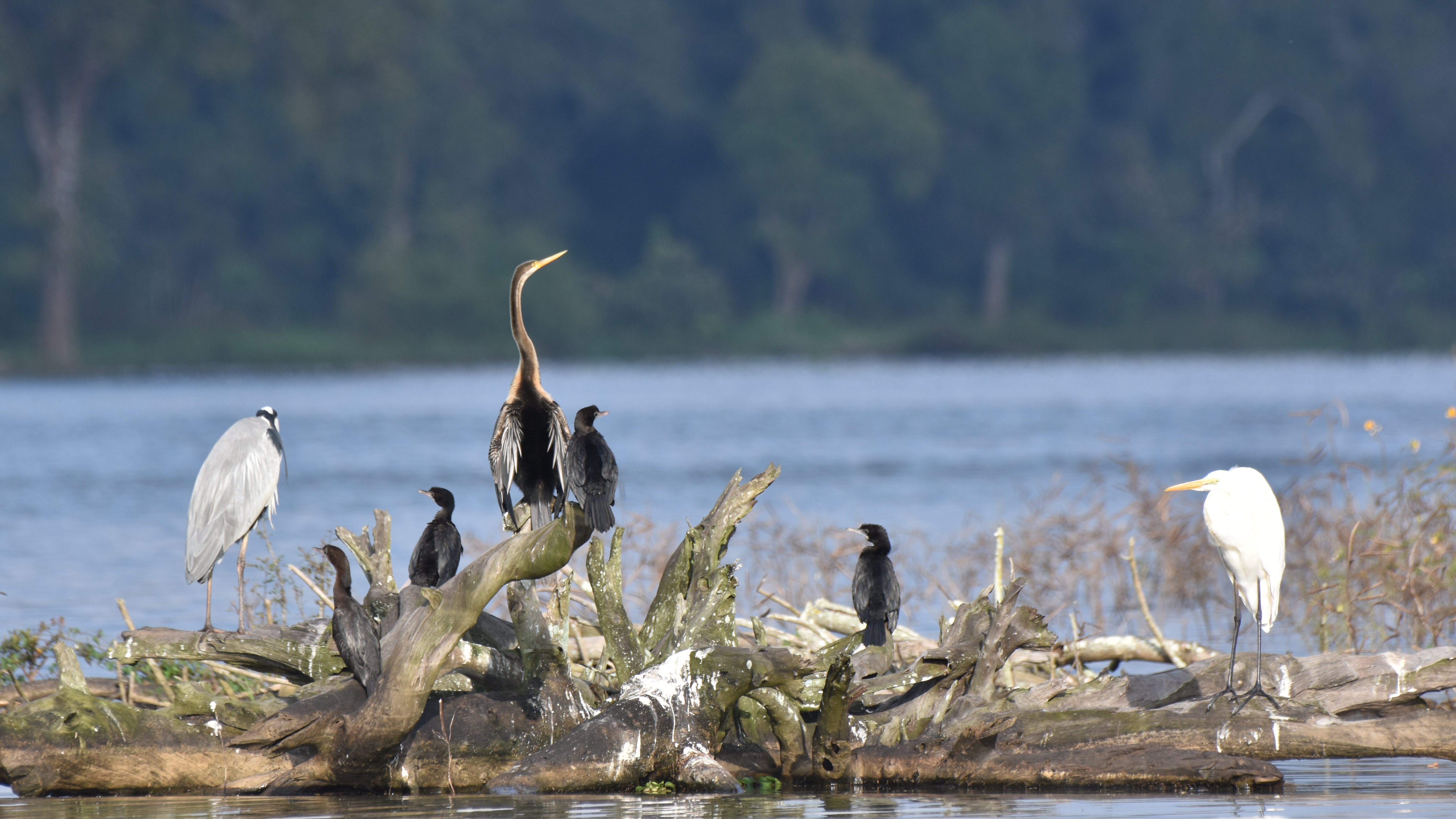
Compartilhando um tronco com outras espécies (Karnataka, Índia)

Seu voo é lento, com o pescoço retraído. Isso é característico das garças e as distingue de cegonhas, grous, íbis e colhereiros, que estendem seus pescoços em voo. A garça-branca-grande caminha com o pescoço estendido e as asas fechadas. A garça-branca-grande normalmente não emite muitas vocalizações; emitindo um coaxar baixo e rouco quando perturbada. Em colônias de reprodução, geralmente emite um som alto, como um coaxar, cuk cuk cuk, e guinchos mais agudos.
Devido à sua ampla distribuição em grande parte das Américas, bem como na África, Europa e Ásia, a garça-branca-grande compartilha seu habitat com muitas outras espécies semelhantes. Por exemplo, a garça-pequena-europeia (Egretta garzetta), a garça intermediária (Ardea intermedia), a garça chinesa (Egretta eulophotes ) e a garça dos recifes (Egretta gularis). Nas Américas, a garça-branca-pequena (Egretta thula) - uma garça de tamanho médio - é uma dessas espécies. A garça-branca-pequena é facilmente distinguida da garça-branca-grande porque é visivelmente menor e tem um bico mais fino, de cor preta e pés amarelos, enquanto a garça-branca-grande tem bico amarelo e pés pretos. Outra espécie que - na América do Norte - é facilmente confundida com a garça-branca-grande é o morfo branco da garça-azul-grande (Ardea herodias). A garça-azul-grande é um pouco maior e tem o bico mais grosso do que a garça-branca-grande.

## Distribuição e habitat
A garça-branca-grande é uma espécie muito bem-sucedida, com uma distribuição ampla e em expansão, ocorrendo em todo o mundo em habitats temperados e tropicais. É onipresente em todo o Cinturão do Sol dos Estados Unidos e nos Neotrópicos, incluindo toda a América Latina.

### Na Europa
Em 22 de maio de 2012, um casal de garças-brancas-grandes foi observado nidificando no Reino Unido pela primeira vez na reserva natural de Shapwick Heath em Somerset. A espécie era um visitante raro no Reino Unido e Ben Aviss, da BBC, afirmou que a notícia poderia significar que a primeira grande colônia de garças do Reino Unido havia se estabelecido. Na semana seguinte, Kevin Anderson, da Natural England, confirmou que um filhote de garça havia nascido, tornando-se um novo registro de reprodução da ave no Reino Unido. Em 2017, em sete ninhos em Somerset nasceram  17 filhotes, e um segundo local de reprodução foi anunciado na Reserva Natural Nacional Holkham em Norfolk, onde um casal criou três filhotes.
Um movimento semelhante para o norte foi observado nos países nórdicos, onde historicamente era apenas um visitante raro. A primeira reprodução confirmada na Suécia foi em 2012 e na Dinamarca em 2014. Ambos os países agora têm pequenas colônias. Em 2018, um casal de garças fez ninhos na Finlândia pela primeira vez, criando quatro filhotes em uma colônia de garças-brancas-grandes em Porvoo.

## Conservação
Na América do Norte, um grande número de garças-brancas-grandes foi morto no final do século 19 para que suas plumas, conhecidas como "aigrettes", fossem usadas para decorar chapéus. Desde então, os números se recuperaram como resultado de medidas de conservação. Seu alcance se expandiu até o sul do Canadá. No entanto, em algumas partes do sul dos Estados Unidos, seus números diminuíram devido à perda de habitat, particularmente a degradação das zonas úmidas por meio de drenagem, pastoreio, desmatamento, queima, aumento da salinidade, extração de águas subterrâneas e invasão de plantas exóticas. No entanto, a espécie se adapta bem à habitação humana e pode ser facilmente vista perto de pântanos e corpos d'água em áreas urbanas e suburbanas.
Em 1953, a garça-branca-grande em voo foi escolhida como o símbolo da National Audubon Society, que foi formada em parte para evitar a matança de pássaros por causa de suas penas.  

## Dieta
A garça-branca-grande forrageia em águas rasas ou em habitats mais secos, alimentando-se principalmente de peixes, sapos, outros anfíbios, pequenos mamíferos (como camundongos) e ocasionalmente pequenos répteis (como cobras), crustáceos (como lagostins)  e insetos (como grilos e gafanhotos). Esta espécie normalmente empala sua presa com seu bico longo e afiado; ela fica parada e, quando a presa chega perto, usa o bico como lança. Frequentemente, espera imóvel por uma presa ou persegue lentamente sua vítima.

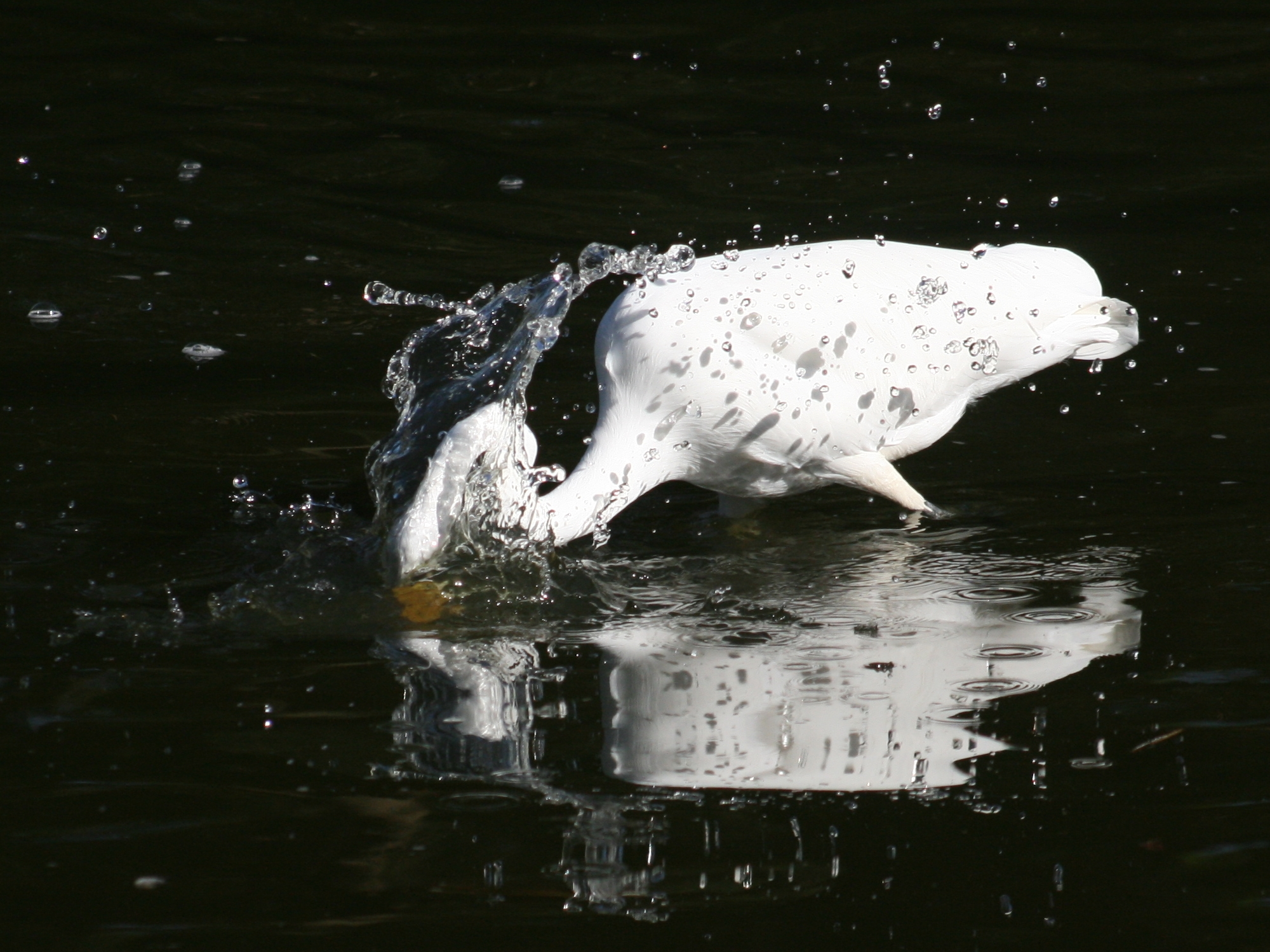
Espetando um peixe

## Parasitas
Um estudo de campo de longa duração (1962-2013) sugeriu que as garças-brancas-grandes da Europa central hospedam 17 espécies diferentes de helmintos. Os indivíduos juvenis mostraram hospedar menos espécies, mas a intensidade da infecção foi maior nos juvenis do que nos adultos. Dos parasitas digenéticos encontrados em grandes garças da Europa central, numerosas espécies provavelmente infectaram seus hospedeiros definitivos fora da própria Europa central.

## Na cultura
A garça-branca-brande é retratada no verso de uma nota de 5 reais do Brasil.
Na Bielorrússia, uma moeda comemorativa tem a imagem de uma garça-branca-grande. Ela também aparece na moeda de $ 2 da Nova Zelândia e na moeda húngara de 5 forints.
Uma fotografia retocada de uma garça-branca-grande em plumagem reprodutiva por Werner Krutein é apresentada na capa do álbum Angel Dust de Faith No More de 1992.

## Galeria de imagens

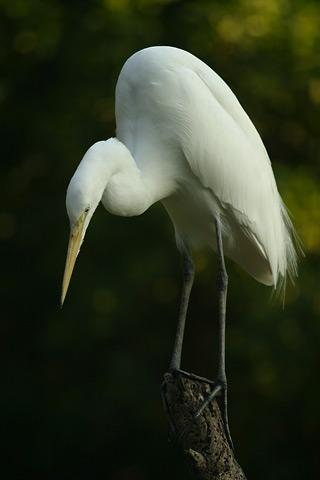
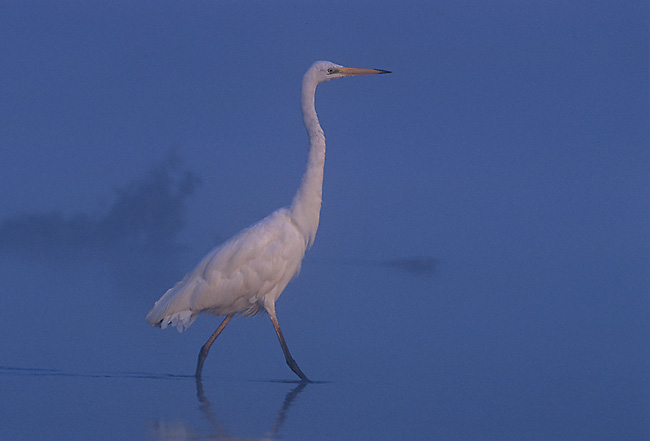
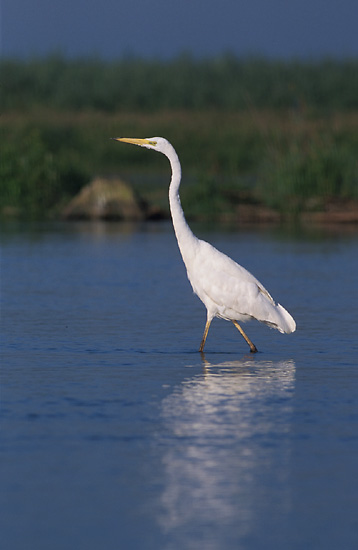
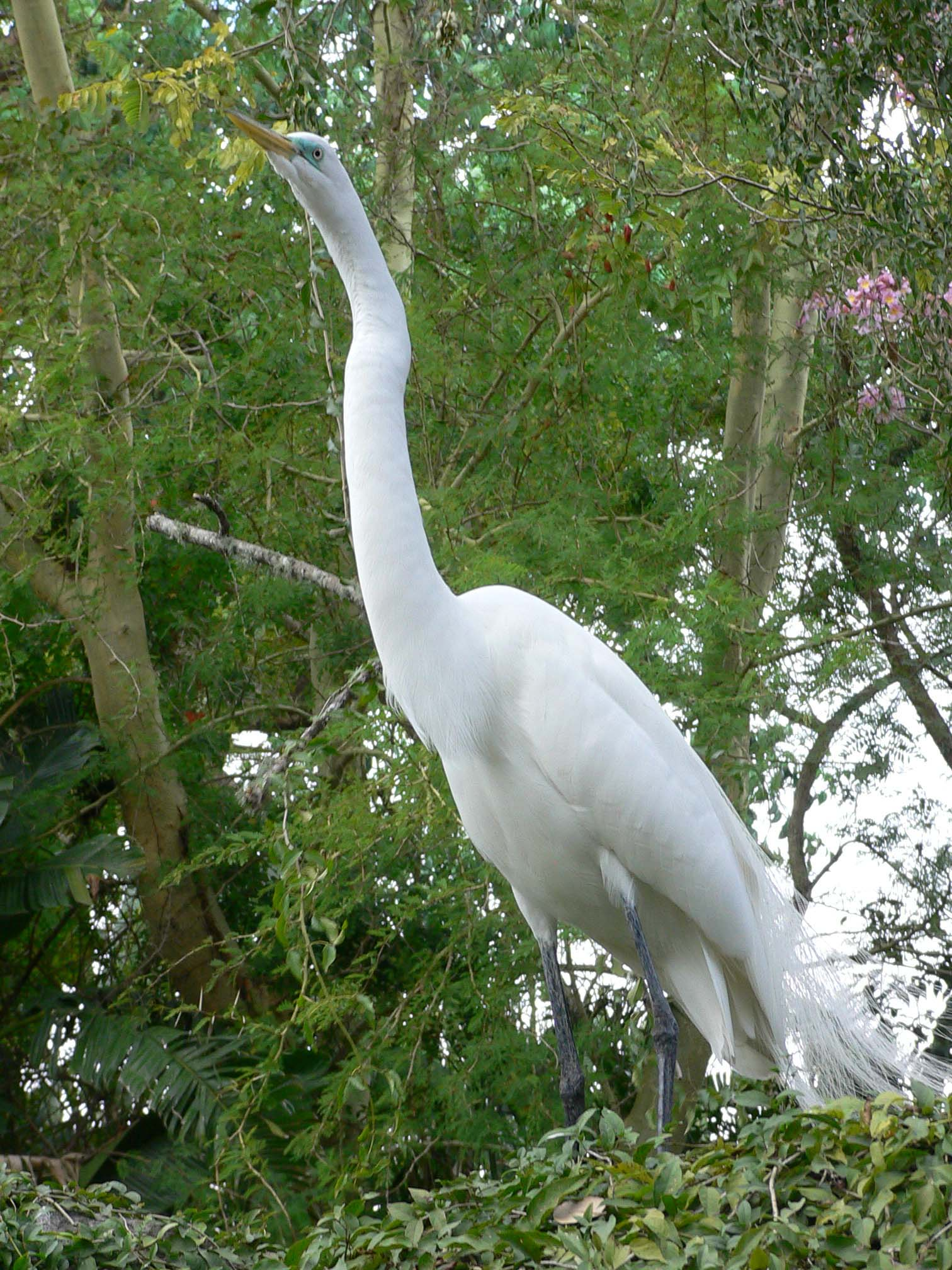
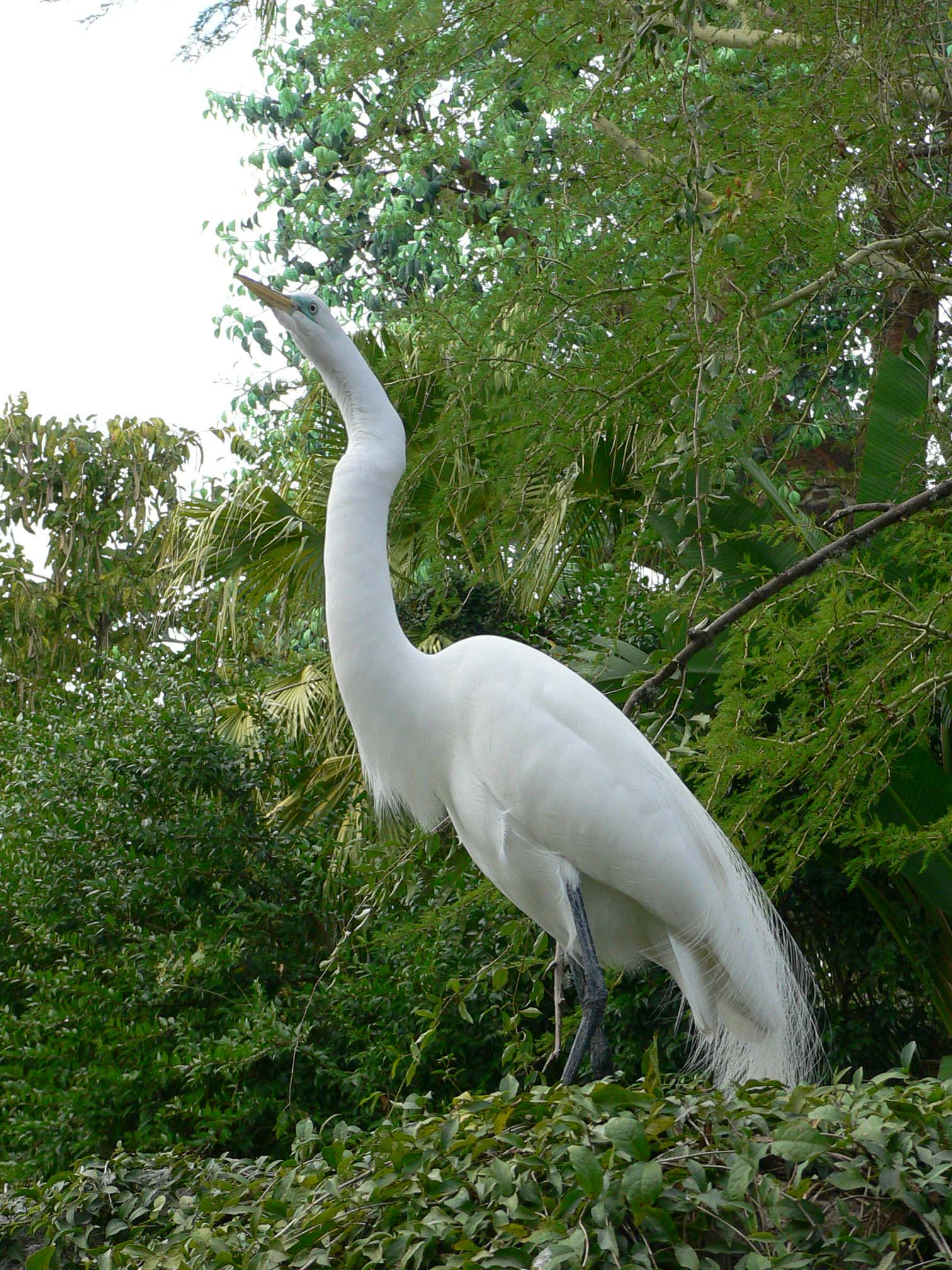
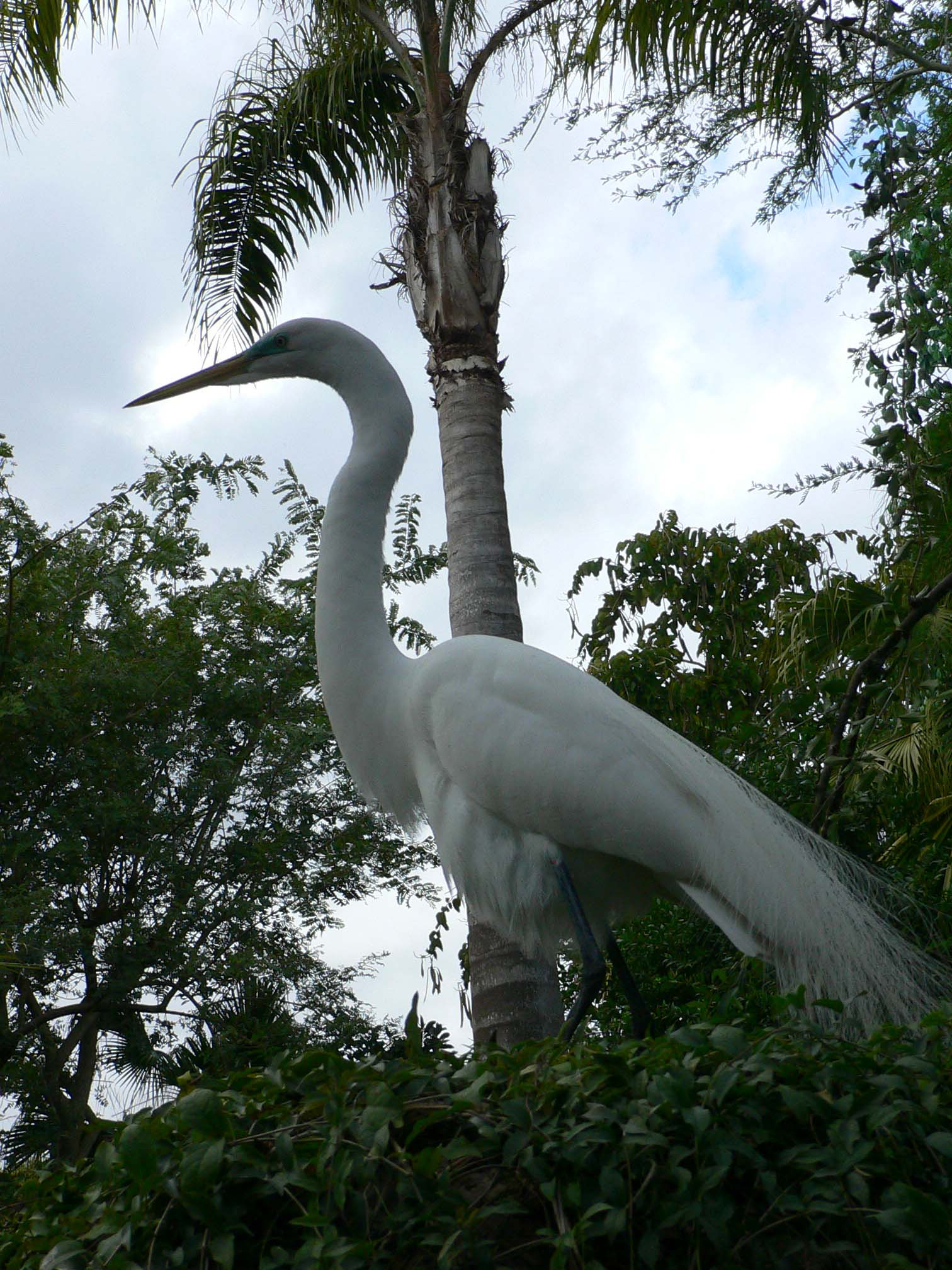
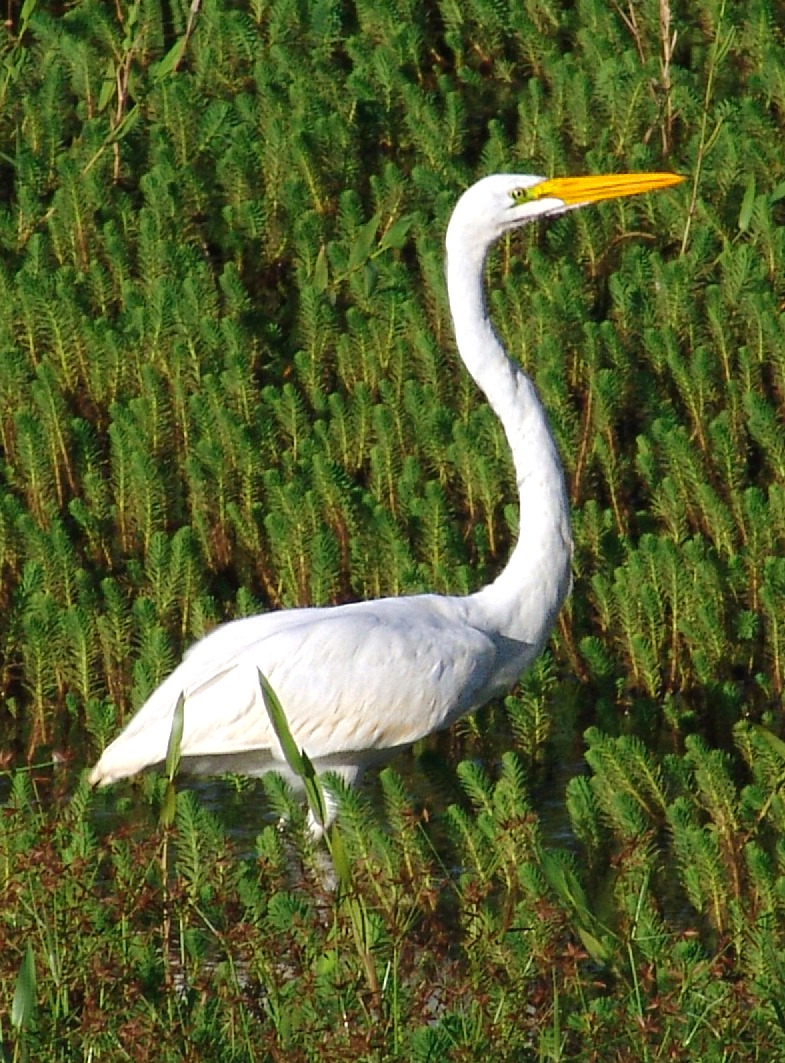
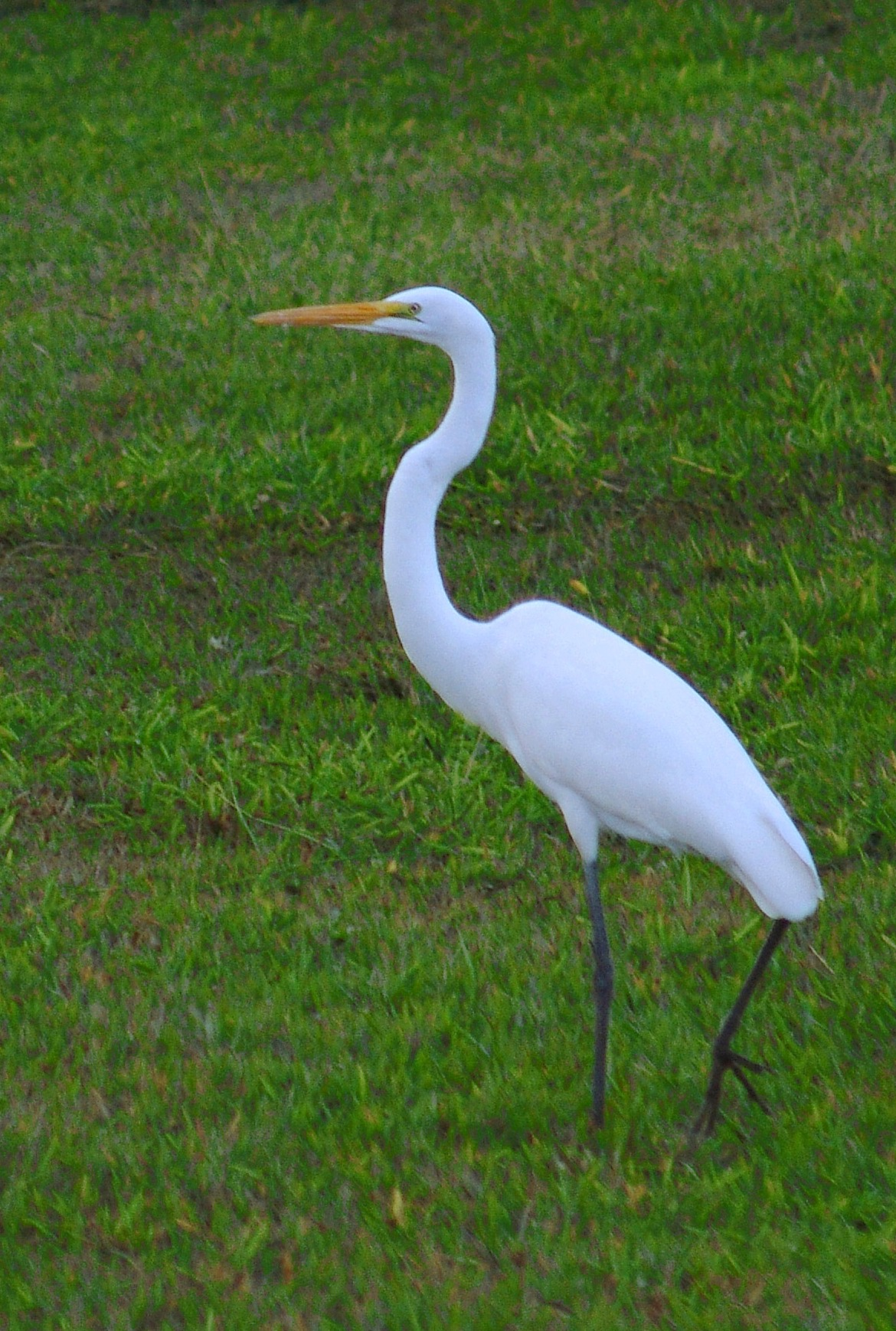
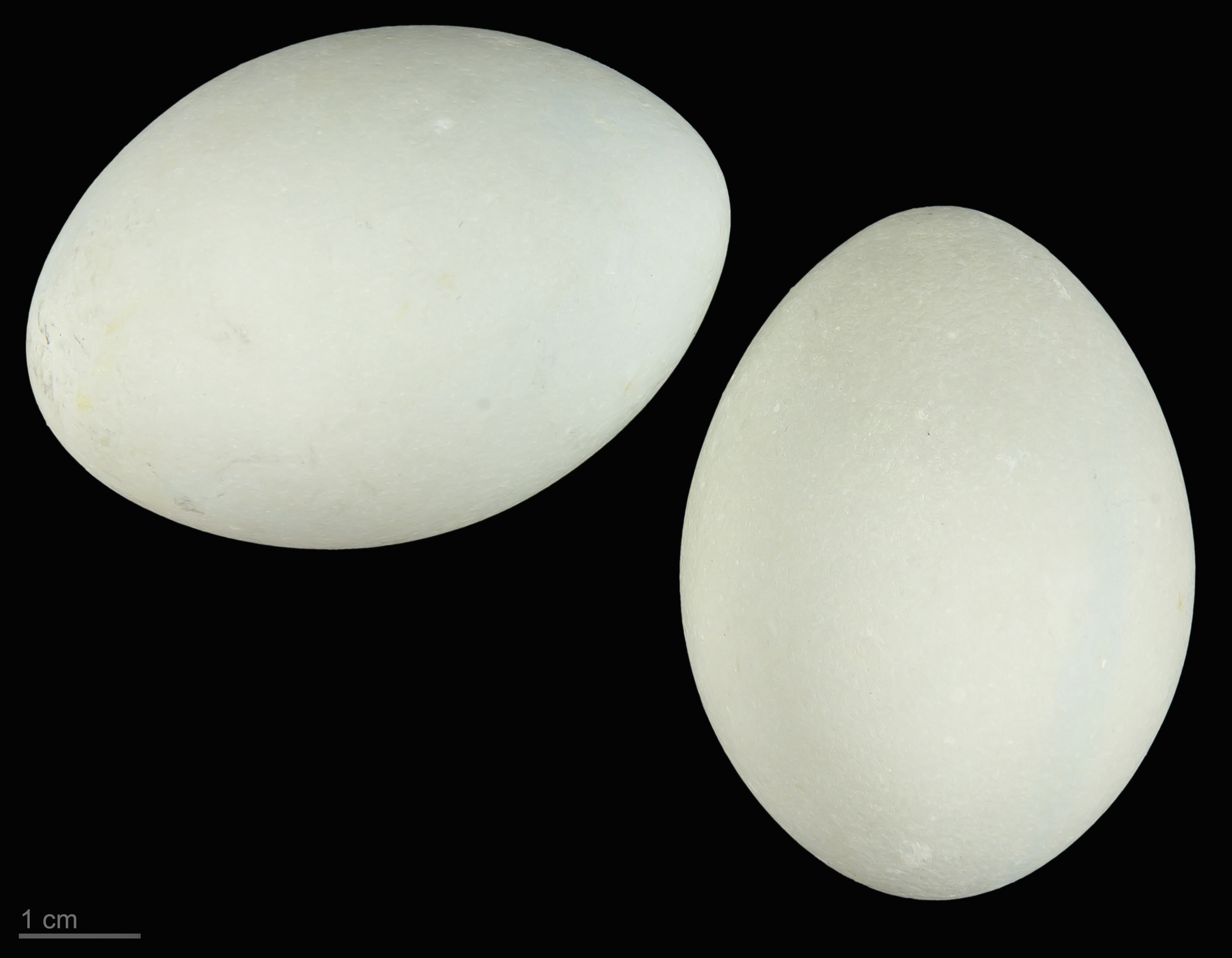
ovos de Ardea alba melanorhynchos -  MHNT
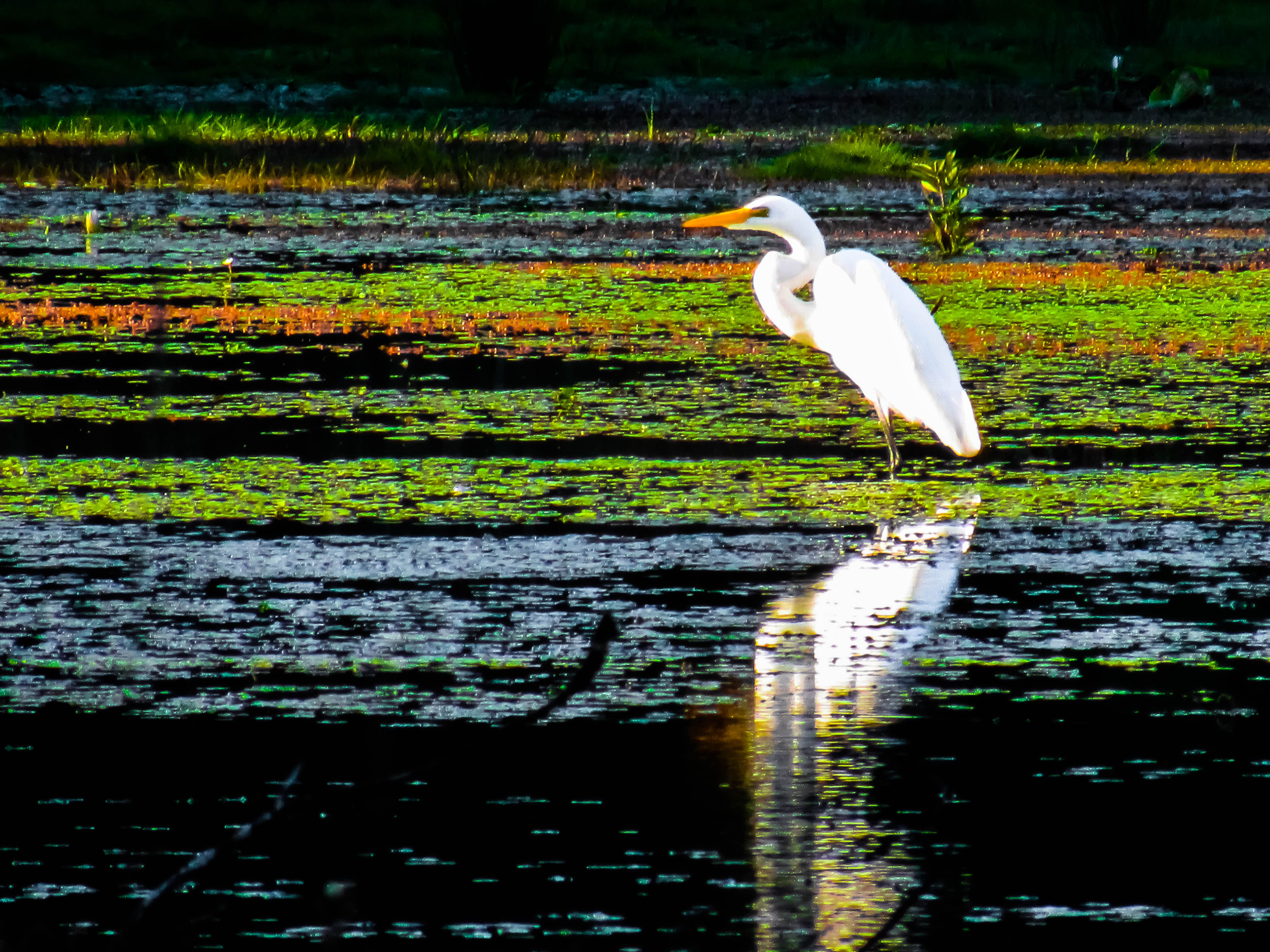
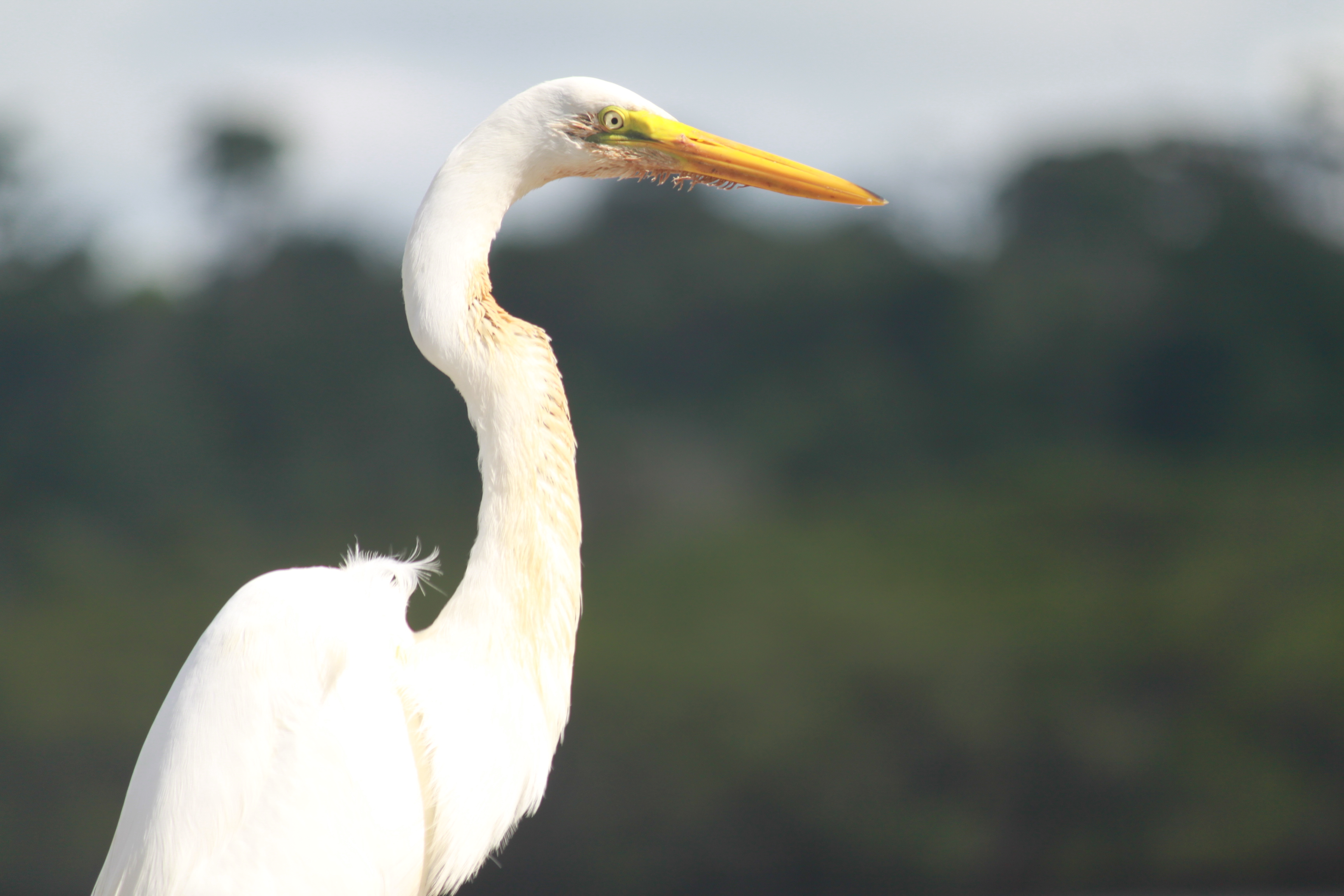